# Manfred Mann Chapter Three
Manfred Mann Chapter Three — британский музыкальный коллектив, исполняющий джаз-рок, созданный в 1969 году Манфредом Мэнном и Майком Хаггом после распада группы Manfred Mann, в которой играли оба музыканта.
Майк Хагг был основным композитором, вокалистом и пианистом Manfred Mann Chapter Three. Манфред Манн играл на органе и занимался аранжировками. Кроме того, в состав группы вошли Берни Ливинг (англ. Bernie Living) — саксофон, Брайан Хагг (англ. Brian Hugg) — акустическая гитара, Крэйг Коллиндж (англ. Craig Collinge) — ударные, Стив Йорк (англ. Steve York) — бас, экс-EAST OF EDEN, а также Дэйв Брукс (англ. Dave Brooks) — тенор-саксофон, Клайв Стивенс (англ. Clive Stevens) — саксофон, Сенни Корбет (англ. Senny Corbet) — тромбон и Дэвид Коксилл (англ. David Coxhill) — баритон-саксофон.
За своё недолгое существование группа выпустила два альбома и в 1971 году распалась. После этого Манфред Манн сформировал новую группу под названием Manfred Mann’s Earth Band, с которой он достиг всемирной известности, а Хагг начал сольную карьеру.

## Дискография
| Год  | Альбом                                      | UK Chart | Billboard 200 | Дополнительная информация             |
| ---- | ------------------------------------------- | -------- | ------------- | ------------------------------------- |
| 1969 | Manfred Mann Chapter Three                  | -        | -             | Catalogue No. Vertigo VO 3            |
| 1970 | Manfred Mann Chapter Three Volume Two       | -        | -             | Catalogue No. Vertigo 6360 012        |
| 2019 | Manfred Mann Chapter III – Radio Days Vol 3 | -        | -             | Catalogue No. East Central One RADLP3 |